# Joan de Cardona i Roís de Liori
Joan de Cardona i Roís de Liori fou comanador de l'Orde de Sant Jaume a Museros. Va viure al segle xvi. Va prendre activament part en el plet de Riba-roja, contra la comtessa de Palamós, perquè pretenia casar-se amb Beatriu.
Fill d'Alfons de Cardona i Fajardo i d'Isabel Roís de Liori. Casat el 16 amb Lluïsa de Borja-Llançol de Romaní i Sorell, filla d'en Joan de Borja-Llançol de Romaní i de Calataiut, senyor de Vilallonga i Castellnou, i d'Elionor Sorell, senyora d'Albalat. Van tenir cinc fills.
- Blanca de Cardona i de Borja-Llançol de Romaní, es casà amb Jaume Ferrer.
- Felip de Cardona i de Borja-Llançol de Romaní, marquès de Guadalest es casà amb Elisabet de Bas i en segones núpcies amb Anna de Ligne.
- Antoni de Cardona i de Borja-Llançol de Romaní, es casà amb Caterina Milà d'Aragó.
- Jerònima de Cardona i de Borja-Llançol de Romaní.
- Joanna de Cardona i de Borja-Llançol de Romaní.